# Lucas Raymond
Lucas Raymond (* 28. března 2002) je profesionální švédský hokejový útočník, který aktuálně působí v klubu Detroit Red Wings v severoamerické lize NHL.

## Hráčská kariéra
S hokejem začínal v rodném Göteborgu ve zdejším klubu Frölunda HC, kde prošel všemi juniorskými kategoriemi. V sezóně 2018/19 debutoval v řadách Frölundy v nejvyšší seniorské švédské soutěži (SHL).  Ve vstupní draftu NHL ho v 1. kole z celkové 4. pozice draftoval Detroit. V dubnu 2021 s klubem podepsal vstupní tříletou nováčkovskou smlouvu. V NHL debutoval v říjnu 2021. Svojí první branku vstřelil v zápase proti Columbusu 19. října 2021. Hned o tři později v utkání proti Chicagu zaznamenal hattrick.

## Osobní život
Lucasův otec Jean je Francouz, který se do Švédska přestěhoval jako teenager. S rodinou se usadil v Göteborgu, kde potkal svoji budoucí ženu Cecilii. Kromě Lucase spolu mají ještě staršího syna Huga, který se narodil v roce 1999.

## Statistiky

### Klubové statistiky
| Sezóna      | Klub              | Soutěž      |     | Základní část | Základní část | Základní část | Základní část | Základní část |   | Play off | Play off | Play off | Play off | Play off |
| Sezóna      | Klub              | Soutěž      | Z   | G             | A             | B             | TM            | Z             | G | A        | B        | TM       |          |          |
| 2017–18     | Frölunda HC       | J18         | 18  | 14            | 20            | 34            | 6             | —             | — | —        | —        | —        |          |          |
| 2017–18     | Frölunda HC       | J20         | 8   | 0             | 0             | 0             | 2             | —             | — | —        | —        | —        |          |          |
| 2018–19     | Frölunda HC       | J20         | 37  | 13            | 35            | 48            | 24            | 6             | 4 | 5        | 9        | 4        |          |          |
| 2018–19     | Frölunda HC       | SHL         | 10  | 2             | 0             | 2             | 0             | —             | — | —        | —        | —        |          |          |
| 2019–20     | Frölunda HC       | J20         | 9   | 3             | 11            | 14            | 6             | —             | — | —        | —        | —        |          |          |
| 2019–20     | Frölunda HC       | SHL         | 33  | 4             | 6             | 10            | 4             | —             | — | —        | —        | —        |          |          |
| 2020–21     | Frölunda HC       | SHL         | 34  | 6             | 12            | 18            | 12            | —             | — | —        | —        | —        |          |          |
| 2021–22     | Detroit Red Wings | NHL         | 82  | 23            | 34            | 57            | 16            | —             | — | —        | —        | —        |          |          |
| 2022–23     | Detroit Red Wings | NHL         | 74  | 17            | 28            | 45            | 24            | —             | — | —        | —        | —        |          |          |
| 2023–24     | Detroit Red Wings | NHL         | 82  | 31            | 41            | 72            | 30            | —             | — | —        | —        | —        |          |          |
| 2024–25     | Detroit Red Wings | NHL         | 82  | 27            | 53            | 80            | 18            | —             | — | —        | —        | —        |          |          |
| NHL celkově | NHL celkově       | NHL celkově | 320 | 98            | 156           | 254           | 88            | —             | — | —        | —        | —        |          |          |

### Reprezentační statistiky
| Rok                           | Tým                           | Soutěž                        | Z  | G  | A  | B  | TM |
| ----------------------------- | ----------------------------- | ----------------------------- | -- | -- | -- | -- | -- |
| 2018                          | Švédsko 18                    | GHC                           | 5  | 5  | 2  | 7  | 2  |
| 2019                          | Švédsko 18                    | MS-U18                        | 7  | 4  | 4  | 8  | 12 |
| 2020                          | Švédsko 20                    | MSJ                           | 7  | 2  | 2  | 4  | 2  |
| 2021                          | Švédsko 20                    | MSJ                           | 5  | 2  | 3  | 5  | 2  |
| 2023                          | Švédsko                       | MS                            | 8  | 2  | 6  | 8  | 4  |
| 2024                          | Švédsko                       | MS                            | 10 | 4  | 5  | 9  | 2  |
| 2025                          | Švédsko                       | MS                            |    |    |    |    |    |
| Juniorská reprezentace celkem | Juniorská reprezentace celkem | Juniorská reprezentace celkem | 24 | 13 | 11 | 24 | 18 |
| Seniorská reprezentace celkem | Seniorská reprezentace celkem | Seniorská reprezentace celkem | 18 | 6  | 11 | 17 | 6  |